# Juana Pesoa
Manuela Juana Paula Pesoa (Yabebyry, Ñeembucú, Paraguay, 23 de junio de 1834 - Pilar, Ñeembucú, Paraguay, 5 de febrero de 1916), más conocida como Juana Pesoa, fue una amante de Francisco Solano López desde 1845 hasta el fallecimiento de éste en 1870, a quien acompañó a la prolongada guerra de la Triple Alianza.
Nacida en el año 1834 en una de las familias aristocráticas más tradicionales de Villa del Pilar, Juana Pesoa conoció a Francisco Solano López cuando éste en 1845 había sido ungido por su padre –el presidente paraguayo Carlos Antonio López– como jefe del Ejército paraguayo. "Juanita" fue el primer amor de López, quien iba ocasionalmente a visitarla. En 1850 nació el primogénito de ambos, Emiliano Victor. Al año siguiente nacería Adelina Constanza, pese a que Solano López mantenía un amorío con Saturnina Burgos y había tenido otros dos hijos: "Rosita" con Rosa Carreras, y Juan León de una mujer de apellido Benítez. En 1860 nació José Félix, el último hijo entre Pesoa y López, y a pesar de la larga relación que éste mantenía con Elisa Alicia Lynch desde 1853.
En 1864 se desencadenó la Guerra de la Triple Alianza, y tanto Juana Pesoa como Elisa Lynch acompañaron a Francisco Solano López en todo momento, teniendo a sus hijos junto a ellas. La guerra duró más de cinco años y las consecuencias fueron desastrosas para el Paraguay en todas las índoles, principalmente en la económica. En 1868, "Juanita" Pesoa perdió a su hija Adelina (quien tenía diecisiete años de edad), y dos años más tarde a su hijo Félix (quien tenía diez años al momento de morir), quienes, al igual que la mayoría, estaban escuálidos, heridos y muy enfermos. Solano López había fallecido en el campo de batalla a causa de un pistoletazo junto a Juan Francisco "Panchito" López, primer hijo entre López y Lynch. Pesoa, años más tarde, se casaría con el coronel Pedro Hermosa, con quien se iría a vivir a Asunción. Su hijo que cuya primogenitura compartía con Francisco López y único sobreviviente, Emiliano, quien había estudiado durante toda su adolescencia en Europa y que durante la guerra se hallaba en Nueva York, fue acogido por Elisa Alicia Lynch pero, sin embargo, como no superó la muerte de su padre y en su corazón quedó impreso el luto de su madre, murió prematuramente en 1875 (a los veinticinco años). 
Juana Pesoa enviudó de Pedro Hermosa y se trasladó a Pilar, donde fallecería el 5 de febrero de 1916, a la edad de ochenta y un años.